# Мацист в аду
«Мацист в аду» (итал. Maciste all'inferno) — фильм в жанре фэнтези режиссёра Гуидо Бриньоне, вышедший 19 октября 1925 года.

## Сюжет
Бесы начинают кампанию по активному привлечению невинных душ в ад. Приняв одинаковый облик мужчин с мефистофельской внешностью, они выходят в мир людей и начинают совращать их. Один из бесов навещает силача Мациста и обольщает его иллюзорными золотом и женщинами, склоняя ко злу, но тот не поддается и прогоняет дьявола. Затем он отправляется помочь своей кузине Грезелле, которую совратил и бросил одну с ребенком граф Джорджио. После драки со слугами графа Мацист убеждает его вернуть Грезелле честь.
Тем временем предводительница посланных на землю бесов, дьяволица Барбариччья, крадет ребенка Грезеллы. Мацист находит его и отдает матери. Бес Доктор Нокс (замаскированная Барбариччья) не оставляет попыток заполучить его душу. Мацист бросается на беса с кулаками, но оказывается в аду. Однако живой человек может пробыть в аду только три дня, после чего по законам мироздания вернется на землю, если его не поцелует дьяволица.
Вскоре Барбариччья и Прозерпина (жена Плутона, владыки ада) одновременно понимают, что любят Мациста. Барбариччья первая признается ему в любви, и Мацист, не зная об опасности, целует её, в результате чего превращается в демона. Впоследствии его обольщает Прозерпина. Узнав об этом, Барбариччья собирает верных ей демонов и атакует Мациста. Мацист, чья сила после превращения в демона значительно выросла, истребляет врагов и приковывает Барбариччью к земле «на всю вечность». Плутон, видя силу Мациста, понимает, что ни в чём не сможет ему отказать, и спрашивает героя, чего он больше всего хочет. Мацист требует возвращения на землю. Плутон превращает его в человека и отпускает, но Прозерпина не может с этим смириться. Прямо перед выходом из ада она останавливает Мациста, снова превращает его в демона и приковывает к скале.
Тем временем на земле наступает Рождество. Ребенок Гризеллы, ранее спасенный Мацистом, загадывает желание о спасении героя. Желание невинного ребенка в канун Рождества совершает чудо, и Мацист вновь принимает человеческий облик и возвращается на землю.

## В ролях
- Бартоломео Пагано — Мацист
- Елена Сангро — Прозерпина
- Люсия Занусси — Барбариччья
- Франц Сала — Доктор Нокс, демон (маска Барбариччьи)
- Умберто Гаррачино — Плутон, владыка ада
- Полин Полейр — Грезелла, кузина Мациста
- Доменико Серра — граф Джорджио

### В титрах не указаны
- Серджо Амидеи;
- Андреа Миано;
- Фелис Минотти.

## Факты
- Сюжет фильма основан на творчестве Данте Алигьери и Э. Гофмана;
- «Мацист в аду» — третий фильм серии о Мацисте;
- Пейзажи ада основаны на гравюрах Г. Доре;
- В одной из сцен в аду можно увидеть грешника, вкатывающего на гору камень — вероятно, отсылка к мифу о Сизифе;
- Из-за откровенных нарядов дьяволиц фильм был неоднократно запрещен к показу;
- Режиссёр Ф. Феллини вспоминал «Мациста в аду» как одно из самых ярких впечатлений детства.